# 세르게이 마두예프
세르게이 알렉산드로비치 마두예프(러시아어: Серге́й Алекса́ндрович Маду́ев, 1956년 6월 17일~2000년 12월 10일)는 소련의 도적이자, 연쇄 살인범이다.
그는 "체르보네츠(Червонец)"라는 별명을 가지고 있었으며, 자신을 "법 밖의 도둑"(Вор вне закона)이라고 불렀다. 1970년대에 범죄 활동을 시작했음에도 불구하고 그의 가장 세간의 이목을 끄는 범죄는 1980년대 말에 발생했기에 소련의 마지막 범죄자 중 한 명으로도 불린다.